# ان‌جی‌سی ۶۸۹۱
ان‌جی‌سی ۶۸۹۱ (انگلیسی: NGC 6891؛ که با نام‌های BD+12 4266، HD 192563، PK 54-12.1 یا IRAS 20127+1233 نیز شناخته می‌شود) یک سحابی سیاره‌نمای نامتقارن و درخشان در صورت فلکی دلفین است که در فاصلهٔ ۱۱٬۷۸۴ سال نوری از زمین قرار دارد. ان‌جی‌سی ۶۸۹۱ در ۲۲ سپتامبر ۱۸۸۴ توسط رالف کوپلند، اخترشناس انگلیسی کشف شد. گاز ان‌جی‌سی ۶۸۹۱ توسط یک کوتوله سفید در بخش‌های مرکزی آن یونیزه شده‌است. این کوتولهٔ سفید الکترون‌های اتم‌های هیدروژن موجود در ان‌جی‌سی ۶۸۹۱ را دفع می‌کند و باعث درخشش ان‌جی‌سی ۶۸۹۱ می‌شود.